# California State Prison (Corcoran)
California State Prison, Corcoran ( COR) es una prisión estatal ubicada en la ciudad de Corcoran, California, en Condado de Kings, California. También se conoce como  'Prisión Estatal de Corcoran' ,  'CSP-C' ,  'CSP-COR' ,  'CSP-Corcoran'  y  'Corcoran I'. La instalación está justo al norte de la nueva Instalación de tratamiento de abuso de sustancias de California y prisión estatal, Corcoran (Corcoran II).

## Instalaciones
Al año fiscal 2002/2003, COR tenía un total de 1703 empleados y un presupuesto institucional anual de US $ 115 millones. Al 30 de abril de 2020, COR estaba encarcelando personas al 119.4% de su capacidad de diseño. , con 3719 ocupantes.
- Celdas individuales, perímetros vallados y cobertura armada
- Vivienda Nivel IV: Celdas, perímetros vallados o amurallados, seguridad electrónica, más personal y oficiales armados tanto dentro como fuera de la instalación
- Unidades de Vivienda de Seguridad, "las áreas más seguras dentro de una prisión de Nivel IV diseñadas para brindar la máxima cobertura".
- La Unidad de Vivienda de Protección y el Pabellón de la Muerte que alberga hasta 47 presos que requieren "protección extraordinaria de otros presos". La unidad alberga a los reclusos cuya seguridad estaría en peligro por las viviendas de la población en general. La Unidad de Vivienda de Protección ha sido descrita como "sorprendentemente tranquila" porque los reclusos "no quieren que los trasladen a un lugar menos vigilado".[4] Un incidente violento ocurrió en marzo de 1999 cuando tres reclusos atacaron al recluso Juan Corona, causándole heridas leves y aplastando a Charles Manson 's guitarra. Otros tres reclusos de la Unidad de Vivienda Protectora sufrieron heridas leves.[5]
- Hospital de agudos
- Autoridad de la industria penitenciaria

## Historia
Construido sobre lo que una vez fue Tulare Lake, hogar de los Yokuts Native American personas, la instalación se inauguró en 1988. El hospital de la prisión se inauguró en octubre de 1993.
En marzo de 1993, en Corcoran, el prisionero Wayne Jerome Robertson violó a Eddie Dillard, un prisionero de aproximadamente la mitad de su tamaño, después de que este último fuera reasignado a su celda. Robertson, que tenía el apodo de "Booty Bandit", testificó en 1999 que los guardias de la prisión organizaron el ataque. Dillard testificó en el mismo juicio. Después de que Robertson fuera asignado a la población general en la Prisión estatal de Pelican Bay, el senador del estado de California Tom Hayden declaró: "Es casi seguro que sería blanco de muerte. "
Un artículo de primera plana de Mark Arax en el  Los Angeles Times  de agosto de 1996 afirmaba que COR era "la más problemática de las 32 cárceles estatales". En ese momento, los agentes de la COR habían disparado y matado a más reclusos "que cualquier prisión del país". en los ocho años de existencia de COR. Siete reclusos murieron y otros 50 resultaron gravemente heridos. Basándose en entrevistas y documentos, Arax concluyó que muchos disparos de presos "no estaban justificados" y que en algunos casos "el preso equivocado fue asesinado por error". Además, el artículo alegaba que "los oficiales ... y sus supervisores organizaron peleas entre reclusos "durante" gladiator días ". En noviembre de 1996, CBS Evening News transmitió" imágenes de vídeo de un recluso asesinado a tiros por los guardias ". en COR en 1994; esta muerte "generó una investigación por parte de la Oficina Federal de Investigación de presuntos abusos de los guardias a los reclusos".
Un episodio de marzo de 1997 del  CBS News 60 Minutes  hablaba de la muerte de 1994, "el presunto encubrimiento y el alarmante número de tiroteos en la prisión". El Departamento de Correcciones de California emitió los resultados de su propia investigación en noviembre de 1997, que encontró "incidentes aislados de personal mala conducta "pero no" conspiración generalizada del personal' para abusar de los prisioneros ".
En febrero de 1998 se estrenó una película titulada "Universidad de máxima seguridad", que utilizaba cintas de vigilancia de la prisión que mostraban cuatro peleas de 1989-1993 "que terminan cuando un guardia dispara fatalmente a un combatiente". Ese mes, ocho oficiales penitenciarios y supervisores de California fueron acusados "de cargos penales federales de derechos civiles en relación con las peleas de reclusos que ocurrieron en la prisión estatal de Corcoran en 1994". Departamento de Justicia de los Estados Unidos. Ocho oficiales acusados de violaciones de derechos civiles en la prisión estatal de Corcoran en California. 26 de febrero de 1998. Después de un juicio, los ocho hombres fueron "absueltos de todos los cargos" en junio de 2000.
En 1999, California había pagado varios acuerdos de brutalidad en la prisión por incidentes en Corcoran, incluidos $ 2.2 millones al recluso Vincent Tulumis paralizado de por vida en un tiroteo en mayo de 1993, y $ 825 000 por el asesinato de Preston Tate en abril de 1994.
Posteriormente, COR ha aparecido en al menos dos episodios de la serie   Lockup  de MSNBC: "Inside Corcoran" (emitida por primera vez en 2003) y "Return to Corcoran" (emitido por primera vez en 2005).
En julio de 2013, muchos reclusos de COR participaron en una huelga de hambre en todo el estado en protesta por el uso de confinamiento solitario. Billy Michael Sell, un recluso de COR que había estado participando en la huelga de hambre, se suicidó ahorcándose mientras se encuentra en una Unidad de Vivienda de Seguridad (SHU). Había estado protestando desde el 8 de julio hasta el 21 de julio. La muerte de Sell provocó controversia significativa, ya que los defensores de los reclusos informaron que el compañero Los prisioneros habían escuchado a Sell pidiendo atención médica durante varios días antes de su eventual suicidio. Su suicidio provocó revisiones de las circunstancias detrás de su muerte a nivel local, estatal y federal; con Amnistía Internacional pidiendo una investigación independiente sobre su muerte, sin vínculos con el gobierno.

## Presos de alto perfil

### Actual
- Joseph James DeAngelo - violador en serie y asesino que fue sentenciado a cadena perpetua sin libertad condicional en 2020 por 13 asesinatos cometidos entre 1975 y 1986.[26]
- Scott Dyleski - Condenado a 25 años a cadena perpetua por un asesinato cometido a los 16 años.[27][28]
- Dana Ewell - triple homicida condenado, ordenó los asesinatos de su familia en 1992. Cumpliendo tres cadenas perpetuas y ha agotado sus recursos. En custodia protectora.[29]
- Phillip Garrido - quien secuestró a Jaycee Dugard en 1991. Está cumpliendo 431 años a cadena perpetua.
- Binh Thai Luc - cumpliendo cinco cadenas perpetuas por asesinar a su amigo Vincent Lei y cuatro de los miembros de la familia de Lei.[30]
- Mikhail Markhasev - asesino convicto de Ennis Cosby, hijo del artista Bill Cosby.[31] En 1998, recibió una sentencia de cadena perpetua sin libertad condicional, más 10 años.[32]
- John Floyd Thomas, Jr. - violador y asesino en serie
- David Turpin - Condenado a 25 años a cadena perpetua por mantener cautivos y torturar a 12 de sus 13 hijos.[33][34]
- Michael Jace - Mató a su esposa en 2014.

### Anterior
- Rodney Alcala - el "asesino de los juegos de citas". Condenado a muerte en 1980, 1986 y 2010. El 24 de julio de 2021, Alcalá falleció por causas naturales en un hospital.[35]
- Juan Corona - asesinó a veinticinco personas en 1971. Fue transferido a COR desde el Centro de Entrenamiento Correccional en 1992. El 4 de marzo de 2019, Corona murió por causas naturales.[36][37]
- John Albert Gardner III - condenado por los asesinatos de Chelsea King (2010) y Amber Dubois (2009).
- Charles Manson - líder de la familia Manson. Transferido de la Prisión Estatal de San Quentin a COR en marzo de 1989.[38] En abril de 2012, a Manson se le negó nuevamente la libertad condicional y no volvería a ser elegible hasta 2027.[39] El 12 de noviembre de 2017, Manson fue trasladado a un hospital de Bakersfield por una enfermedad no especificada. El 29 de noviembre de 2017, Manson murió en el hospital.
- Joe "Pegleg" Morgan - miembro infame de la Mafia mexicana. Estuvo en la Prisión Estatal de Pelican Bay antes de ser hospitalizado en COR desde octubre de 1993 hasta su muerte en noviembre de 1993.[40]
- Yenok Ordoyan - cirujano armenio que fue condenado por fraude social. Se ganó el apodo de "Rey del Bienestar" y fue lanzado el 21 de febrero de 2000.[41]
- Sirhan Sirhan - asesino convicto de Senador de los Estados Unidos Robert F. Kennedy. Fue transferido a COR desde el Centro de entrenamiento correccional en 1992[37][42] y vivió en la Unidad de Vivienda Protectora de COR hasta que fue trasladado a un encierro más severo en COR en 2003.[4] se le negó la libertad condicional en marzo de 2006 y en marzo de 2011.[43] Fue trasladado a Pleasant Valley State Prison en Coalinga el 29 de octubre de 2009.[44] Posteriormente fue trasladado de nuevo a COR y, el 22 de noviembre de 2013, fue trasladado al Centro Correccional Richard J. Donovan en San Condado de Diego.[45]
- Joseph Son - Luchador, gerente y actor de artes marciales mixtas de Corea del Sur. Cumplió cadena perpetua sin posibilidad de libertad condicional por violación y tortura hasta que mató a un delincuente sexual convicto, Michael Thomas Graham. Fue trasladado a la Prisión Estatal del Valle de Salinas en octubre de 2014.